# Nova Direita
Nova Direita (ND) (Neue Rechtspartei auf Deutsch) ist eine portugiesische politische Partei, die im April 2022 gegründet wurde und deren Registrierung am 9. Januar 2024 vom Verfassungsgericht bestätigt wurde.
Die Partei bezeichnet sich selbst als konservativ und versucht, die traditionelle CDS-PP in der nationalen Politik zu ersetzen, nachdem diese nach den Parlamentswahlen 2022 aus dem Parlament ausgeschieden ist.

## Geschichte
Nach ihrem Austritt aus der Partei „Aliança“, für die sie bei den Parlamentswahlen 2022 für den Wahlkreis Europa kandidierte und deren Vizepräsidentin sie war, beteiligte sich Ossanda Liber im April 2022 an der Gründung einer neuen Partei im Land, die Nova Direita, deren Unterschriften im März 2023 beim Verfassungsgericht eingereicht wurden, die aber vom Verfassungsgericht wegen der fehlenden Mindestzahl von 7500 Unterschriften abgelehnt wurde. Beim zweiten Mal, im Dezember 2023, lehnte das Verfassungsgericht den Antrag der Bewegung der Neuen Rechten auf Eintragung als politische Partei mit der Begründung ab, dass die Satzung nicht den gesetzlichen Anforderungen entspreche.

## Wahlergebnisse

### Assembleia da República
| Jahr | Wahl                | Anzahl Stimmen | % Stimmen | Anzahl Sitze | +/- |
| ---- | ------------------- | -------------- | --------- | ------------ | --- |
| 2024 | Parlamentswahl 2024 | 16.442         | 0,25      | 0/230        |     |

### Europäisches Parlament
| Jahr | Wahl            | Anzahl Stimmen | % Stimmen | Anzahl Sitze | +/- |
| ---- | --------------- | -------------- | --------- | ------------ | --- |
| 2024 | Europawahl 2024 | 6.448          | 0,16      | 0/21         |     |